# 哈里·格兰西
哈里·格兰西（英語：Harry Glancy，1904年9月17日—2002年9月22日），美国男子游泳运动员。他曾代表美国参加1924年和1928年夏季奥林匹克运动会游泳比赛，其中1924年奥运会获得一枚金牌。